# Charles Thomas Brock Sangster
Charles Thomas Brock Sangster was een Brits uitvinder, constructeur, ontwerper en ondernemer, die bekend werd als eigenaar van onder meer het motorfietsmerk Ariel, maar ook als vader van Jack Sangster, die tot in de jaren zestig een belangrijke rol zou spelen in de Britse motorfietsindustrie.

## Privéleven
Charles Sangster werd op 16 mei 1872 in Aberdeen geboren als zoon van John Sangster (1836-1911) en Jeanetta Young (1844-1887). Zijn peetvader was Charles Thomas Brock, directeur van Brock's fireworks, in 1698 opgericht en de oudste fabrikant van vuurwerk in het Verenigd Koninkrijk. Charles trouwde op 2 april 1892 met Louisa Wicks (1871-1938). Ze kregen vier kinderen: Frederick Charles (ca. 1895-1916), John Young (1896-1977), Charles Balfour (1898-1975) en Harvey (1905-1965). De oudste zoon Frederick Charles Sangster sneuvelde op 6 september 1916 in Frankrijk. John Young ("Jack") Sangster werd directeur/eigenaar van het merk Ariel en later bestuursvoorzitter van de BSA-Group. Charles Thomas Brock Sangster overleed op 18 maart 1935 in Birmingham.

## Eerste jaren in het bedrijfsleven
Charles Sangster volgde een opleiding aan King's College in Londen en ging daarna als ontwerper in de leer bij Linley & Biggs, die in Londen fietsen van het merk "Whippet" produceerden. Linley en Biggs waren ingenieurs van naam. Zij hadden het verende frame uitgevonden. In het bedrijf werkte ook William Chater Lea, die later ook motorfietsen zou gaan produceren. Charles was een enthousiast wielrijder en lid van een wielerclub. Hij won een aantal wielerwedstrijden. In 1893 ging hij naar Glasgow om te gaan werken bij fiets- en naaimachinefabriek New Howe Machine Company, waar directeur Richard Lee Philpot grote invloed op hem had. Daarna werkte hij enige tijd bij Rudge in Coventry, waar hij van bedrijfsleider Radford veel leerde over het efficiënt leiden van een bedrijf. 
Toen het bedrijf van Philpot verhuisde naar de fabrieken van de Coventry Machinists Co. ontwierp Sangster daar de nieuwe "Swift"-fiets. Deze revolutionaire fiets werd goed ontvangen en Charles Sangster had er naam mee gemaakt. Hij werd bestuursvoorzitter van de Swift Company. 

## Components Ltd.
Charles Sangster wist dankzij zijn Swift-fiets voldoende kapitaal te vergaren om zijn eigen bedrijf op te richten. Components Ltd. maakte aanvankelijk onderdelen voor fietsen, maar hij nam het merk Ariel over van James Starley en William Hillman en begon onder die naam fietsen te produceren. John William Stocks reed in 1897 een aantal wereldrecords en met een Ariel-fietsdriewieler reed hij in 24 uur 698 kilometer. De verkoop van de Ariel-fietsen steeg daardoor sterk. Het Dunlop pacer-team maakte gebruik van de vier- en vijfpersoons tandems van Ariel. Deze wedstrijdfietsen leverden ongeveer 100 pond per stuk op. 
Charles Sangster was de uitvinder van een groot aantal nieuwigheden en productieprocessen, maar hij was ook bereid ideeën van anderen over te nemen en toe te passen. Voorbeelden daarvan zijn de Crabbe-fietstrommelremmen, het Lea-Reflex fietsachterlicht, het Coslet-roestweringsproces en de Cosset-voorvork. Hij begon ook onder de merknaam "Fleet" fietsen te maken en onder de merknaam "Endless" ook velgen. Daarvoor ontwikkelde hij zelf een metaalwals en een lasapparaat voor het onzichtbaar lassen van de velg. Tussen 1893 en 1908 registreerde het octrooibureau 145 octrooiaanvragen op naam van Charles Sangster, maar tijdens de Eerste Wereldoorlog diende hij ook ideeën in voor een verbeterde affuit voor een mitrailleur, een wapenriem, een verbeterde handgranaat en een draadkniptang die op een geweer kon worden gemonteerd.
| Ariel Tricycle met De Dion-Bouton-motor uit 1898 |
| Ariel forecar met Kerry-motor uit 1902           |
| Ariel 30 H.P. Four Cylinder Touring Car uit 1906 |

### Gemotoriseerde voertuigen
Kort na de afschaffing van de Red Flag Act in 1896 ontpopte Charles Sangster zich als pionier op het gebied van gemotoriseerde voertuigen. Hij kocht een Franse De Dion-driewieler en al in 1898 bouwde hij zijn gemotoriseerde Ariel-tricycles en quadricycles met De Dion-Bouton-motor. In 1901 verschenen de eerste Ariel-auto's en in 1902 begon de productie van de Ariel-motorfietsen, nog uitgevoerd met een Kerry-kop/zijklepmotor. Met deze motor, die in feite door Saroléa in Herstal was gebouwd, leverde hij ook forecars. Components Ltd. groeide uit tot een groot bedrijf, dat bestond uit de Swift Company, de Ariel Cycle Co., de Fleet Cycle Co., de Endless Rim Co., de Midland Tube & Forging Co., Oak Foundry Ltd. en Crabbe Components.
De Ariel-motorfietsen kregen rond 1908 eigen motoren, maar later werden weer inbouwmotoren Abingdon King Dick, Motosacoche en White & Poppe gebruikt. In de jaren twintig begonnen de White & Poppe-motoren te verouderen en Charles haalde in 1925 Valentine Page als constructeur naar Ariel. Page had voor JAP de sterke en betrouwbare V-twins gemaakt die in de zeer luxueuze Brough Superior-motorfietsen werden gebruikt. Page's 350- en 500cc-Ariel Red Hunters werden in korte tijd populair en in 1927 waren de verkopen al vertienvoudigd. In 1926 ontdekte Val Page de jonge Bert Hopwood en toen Charles enige tijd later ook nog Edward Turner aan het ontwerpteam toevoegde waren de - op dat moment - beste motorconstructeurs en -ontwerpers aan Ariel verbonden. Turner bouwde zijn Ariel Square Four, die met aanpassingen tot 1959 in productie zou blijven. 

## Faillissement
In 1932 ging Components Ltd. failliet. Charles Sangster's zoon Jack wilde zijn motorfietstak echter behouden en nam het met eigen geld over van de curator. Hij kocht de Endless-velgenfabriek en bracht daar de machines naartoe (de velgenproductie werd overgenomen door Dunlop). Sangster kocht machines uit de failliete boedel voor een fractie van hun waarde en kon het beste personeel kiezen.

## Trivia

### Gebarentaal
Charles Sangster stelde zich rond 1890 verkiesbaar als lid van de North Road Cycling Club. De voorzitter daarvan was doof en iemand speldde hem op de mouw dat hij slechts lid kon worden als hij gebarentaal machtig was. Een week later sprak Sangster vloeiend in gebarentaal met de voorzitter. 